# Scorching Sands
Scorching Sands è un cortometraggio muto del 1923 diretto da Hal Roach e Robin Williamson, prodotto da Hal Roach con Stan Laurel.
Il cortometraggio fu distribuito il 9 dicembre 1923.

## Trama
I viaggiatori Stan e James finiscono in Arabia, alla corte di un sovrano dispotico che ha appena catturato una viaggiatrice inglese. Il sovrano propone ai due viaggiatori di avere salva la vita se uno di loro sposerà la principessa sua figlia. La donna non è bellissima, e mentre James sembra essere propenso al matrimonio, Stan prende la bella viaggiatrice e fugge con lei scatenando il parapiglia a corte.